# Acalyptris desertellus
Acalyptris desertellus is een vlinder van de familie van de dwergmineermotten (Nepticulidae), van de onderfamilie van de Nepticulinae. De wetenschappelijke naam van deze soort is voor het eerst voorgesteld als Microcalyptris desertellus door Jonas Rimantas Stonis (voorheen Rimantas Puplesis) in een publicatie uit 1984.
De soort komt voor in Iran, Turkmenistan en Oezbekistan.